# Watson Engineering Company
Watson Engineering Company war ein US-amerikanisches Unternehmen.

## Unternehmensgeschichte
Das Unternehmen hatte den Sitz an 38 West 32nd Street in Manhattan in New York City. Die erste bekannten Erwähnung datiert von März 1912. Damals wurde bekanntgegeben, dass ein Teil des Werks von Bogart an der Lawrence Street in Flushing gemietet wurde, um dort Automobile herzustellen. Der Markenname lautete Watson. Im gleichen Jahr endete die Fahrzeugproduktion. Insgesamt entstanden nur wenige Fahrzeuge.
Am 5. Dezember 1914 wurde das Unternehmen mit dieser Adresse noch in einer Zeitung genannt. Da ging es um Pläne für eine Entsorgungsanlage bzw. ein Abwassersystem in Great Neck.
Eine gleichnamige Gesellschaft mit der Adresse 40 West 32nd Street gab am 1. April 1915 ein Gebot für die Erstellung einer Balustrade ab. Es ist unklar, ob es das gleiche Unternehmen ist.

## Fahrzeuge
Im Angebot standen ausschließlich Taxis.